# Rhigognostis annulatella
Rhigognostis annulatella is een vlinder uit de familie koolmotten (Plutellidae). De wetenschappelijke naam is voor het eerst geldig gepubliceerd in 1832 door Curtis.
De soort komt voor in Europa.